# Lycée Jean-Baptiste-Corot (Douai)
Ne doit pas être confondu avec Lycée Jean-Baptiste Corot (Savigny-sur-Orge).
Le lycée Jean-Baptiste-Corot de Douai est un établissement scolaire public d'enseignement général et technologique, situé à proximité du cœur de la ville. Le lycée prit le nom de lycée Corot en février 1974, en référence au célèbre peintre Jean-Baptiste Camille Corot qui a réalisé une toile du Beffroi de Douai en 1871, visible au Louvre.
Le lycée Corot de Douai est l'héritier d'un ancien collège de moines bénédictins anglais, chassés d'Angleterre par la réforme anglicane (de 1536 à 1540), Thomas Cromwell ayant supprimé tous les monastères en cette époque.

## Classement du lycée
En 2015, le lycée se classe 51e sur 99 au niveau départemental quant à la qualité d'enseignement, et 1009e au niveau national. Le classement s'établit sur trois critères : le taux de réussite au bac, la proportion d'élèves de première qui obtient le baccalauréat en ayant fait les deux dernières années de leur scolarité dans l'établissement, et la valeur ajoutée (calculée à partir de l'origine sociale des élèves, de leur âge et de leurs résultats au diplôme national du brevet).

## De 1609 à 1793: le collège des moines bénédictins anglais
En 1609, la communauté de Saint-Grégoire s'installe, grâce à Dom Philippe de Cavarel, abbé de Saint-Vaast à Arras.
Aujourd'hui remplacée pour l'actuel bloc scientifique du lycée, une chapelle fut inaugurée en 1611.
L'année 1770 est une date importante, car c'est celle où est entreprise la construction du beau bâtiment classique, entre cour et jardin, qui constitue encore l'essentiel du vieux lycée. Il abrite aujourd'hui le nouveau CDI (qui n'est autre que « la Salle des jeux Tranquilles ») et la prestigieuse et somptueuse bibliothèque datant du temps des moines bénédictins anglais, dont les travaux quasiment finis ont été financés par la Région pour restaurer ce morceau de patrimoine. Les deux quarts de la cantine ont été aménagés dans l'ancien réfectoire. On trouve également dans ce bâtiment une partie de l'administration, bureau du Proviseur, secrétariat du Proviseur, etc. Ainsi que, dans l'aile Saint-Albin qui fut construite post-révolution et qui remplace un ancien préau détruit en 1908, au rez-de-chaussée : un foyer (appelé « Foyer » ou « le Foyer » par les élèves), équipé en matériel de travail (tables, chaises), mais aussi de tables de ping-pong (maintenant à l'extérieur du foyer), ainsi que d'un ensemble télévisuel et audiovisuel. Sont regroupés sur les étages supérieurs l'internat des filles et l'internat des garçons, toutes classes lycéennes confondues. L'internat qui, par ailleurs, a été totalement rénové depuis le début des années 2000 et qui offre un meilleur confort.
En 1793, les bénédictins, chassés par la Révolution française, rentrent en Angleterre, où ils fondent l'abbaye de Downside dans le Somerset.

## De 1798 à 1908: de laRévolution françaiseau début du XXesiècle
Le collège des bénédictins devient un bien national de 1798 à 1818. On y trouve différentes activités réalisées intra-muros. La plus intéressante, et la plus étonnante aussi, concerne la fabrication du sucre de betterave pendant le blocus continental.
En 1818, les bénédictins sont de retour, venus de Paris. C'est le collège Saint-Edmond qui prospère alors.
L'ancienne chapelle, inaugurée en 1611 et menacée de ruine, est démolie en 1835.
La construction de la nouvelle chapelle, de style néo-gothique, débute en 1840 après la démolition de l'ancienne chapelle. On la doit notamment au grand architecte Augustus Pugin. La particularité de cette chapelle réside dans le fait que c'est le seul exemple de néo-gothique anglais qui subsiste dans la région Nord-Pas-de-Calais. Chaque année, à l'occasion des Journées du patrimoine, les gens ont la possibilité de venir la visiter.
1901, année où est votée la loi sur les associations. Les congrégations ne peuvent alors plus enseigner. Les bénédictins quittent à nouveau la Cité des Géants en 1903 pour fonder, à Woolhampton, à l'ouest de Londres, un collège et un monastère qu'ils appellent Douai Abbey.
La ville de Douai rachète les locaux en 1904, et y installe le cours secondaire de jeunes filles qu'elle avait auparavant créé en 1896.
1908 : le préau couvert qui cède la place à l'Aile Saint-Albin est détruit.

## De 1914 à 1944: Première et Seconde Guerres mondiales
1914-1918 : Première Guerre mondiale - L'établissement devient un hôpital. C'est l'occupation. La fermeture de l'établissement et les scènes de pillage prennent place.
1918-1939 : L'établissement assimile peu à peu les programmes « masculins », ce qui n'était pas le cas avant. Il deviendra mixte plus tard.
Le collège change de statut en 1928 pour devenir un lycée de jeunes filles jusqu'à quasiment la fin des années 1950.
1939-1944 : Seconde Guerre mondiale. La débâcle, pillage, occupation partielle. L'enseignement reprend pourtant avec les premiers cours mixtes.
Novembre 1944 est un soulagement, avec la première rentrée après la Libération.

## Depuis 1957: évolution, adaptations et changements au sein du lycée
En 1957, le lycée de jeunes filles et le collège moderne fusionnent :
- construction du nouvel externat, côté quai Saint-Vaast
- disparition progressive des classes primaires
- généralisation de la mixité
- le lycée classique et moderne devient polyvalent

1972-1976 : Disparition progressive du premier cycle.
Février 1974, le lycée polyvalent devient lycée Corot, en référence au peintre Jean-Baptiste Camille Corot, connu notamment dans la région pour avoir réalisé une toile du Beffroi de Douai classé depuis 2005 au patrimoine mondial.
Juin 1980 les locaux de l'aile Saint-Albin sont réaménagés et inaugurés. L'internat devient alors très confortable.
La section BTS Action Commerciale et de la Formation Complémentaire (maintenant MUC : Management des Unités Commerciales) est créée.
1989 : Le lycée poursuit sa croissance et accueille plus de 2 000 élèves. C'est également cette année-là qu'est créée la section BTS Bureautique Trilingue (maintenant AST : Assistant Secrétaire Trilingue ; elle devrait subir une réforme du programme et changer de nom d'ici septembre 2008).
1991 : Création de la section de BTS Commerce International.
2004-2007 : D'importants travaux de réfection des bâtiments en tous genres du lycée ont été entrepris, sont en cours de réalisation et sont programmés. Les parties murales ainsi que les fenêtres extérieures du bâtiment, côté rue Saint-Vaast, ont subi des modifications, tant au point de vue de la sécurité que de l'esthétique. Le bâtiment scientifique a été rénové, et le bâtiment qui accueillera la bibliothèque et le futur CDI a été complètement rénové, et a même été agrandi. Les équipements informatiques y sont importants. Un parking à vélo avec abri a également été construit.
2008-2010 : Réforme progressive dans le lycée Corot ayant pour but d'interdire la sortie du lycée entre deux heures de cours, les élèves ne pourront donc sortir qu'une fois qu'ils ont terminé leurs heures de cours de la demi-journée.
Elle s'applique de cette manière :
- Année scolaire 2008-2009 : interdiction aux élèves de seconde ;
- Année scolaire 2009-2010 : interdiction aux élèves de seconde et de première ;
- Année scolaire 2010-2011 : pause sur la réforme à la suite du changement de proviseur.